# Sunam Pokhari
Sunam Pokhari – gaun wikas samiti w środkowej części Nepalu  w strefie Dźanakpur w dystrykcie Sindhuli. Według nepalskiego spisu powszechnego z 2001 roku liczył on 429 gospodarstw domowych i 2255 mieszkańców (1157 kobiet i 1098 mężczyzn).